# Campionati del mondo di ciclocross 2024 - Gara femminile Junior
La quarta edizione della gara femminile Junior dei Campionati del mondo di ciclocross si svolse il 3 febbraio 2024 con partenza ed arrivo da Tábor in Repubblica Ceca, su un percorso iniziale di 150 m più un circuito di 3,3 km da ripetere 3 volte per un totale di 10,05 km. La vittoria fu appannaggio della francese Célia Gery, la quale terminò la gara in 37'01", alla media di 16,289 km/h, precedendo la britannica Cat Ferguson e la slovacca Viktória Chladoňová.
Partenza con 53 cicliste, delle quali tutte portarono a termine la competizione.

## Squadre partecipanti
| N.    | Cod. | Squadra         |
| ----- | ---- | --------------- |
| 2-6   | CAN  | Canada          |
| 7-8   | BEL  | Belgio          |
| 9-13  | NED  | Paesi Bassi     |
| 14-17 | FRA  | Francia         |
| 18-22 | USA  | Stati Uniti     |
| 23-24 | ITA  | Italia          |
| 28-34 | CZE  | Repubblica Ceca |
| 35-37 | GBR  | Gran Bretagna   |
| 38-40 | SVK  | Slovacchia      |
| 41-42 | POL  | Polonia         |

| N.    | Cod. | Squadra   |
| ----- | ---- | --------- |
| 43-44 | DEN  | Danimarca |
| 45-48 | ESP  | Spagna    |
| 50    | GER  | Germania  |
| 51    | HUN  | Ungheria  |
| 52    | ALB  | Albania   |
| 53    | ROU  | Romania   |
| 54    | IRL  | Irlanda   |
| 55-56 | AUT  | Austria   |
| 57    | FIN  | Finlandia |
| 58    | JPN  | Giappone  |

## Ordine d'arrivo (Top 10)
| Pos. | Corridore           | Squadra       | Tempo   |
| ---- | ------------------- | ------------- | ------- |
| 1    | Célia Gery          | Francia       | 37'01"  |
| 2    | Cat Ferguson        | Gran Bretagna | a 5"    |
| 3    | Viktória Chladoňová | Slovacchia    | a 14"   |
| 4    | Puck Langenbarg     | Paesi Bassi   | a 1'04" |
| 5    | Kateřina Douděrová  | Cechia        | a 1'12" |
| 6    | Vida Lopez          | Stati Uniti   | a 1'54" |
| 7    | Mae Cabaca          | Paesi Bassi   | a 1'55" |
| 8    | Imogen Wolff        | Gran Bretagna | a 2'03" |
| 9    | Amálie Gottwaldová  | Cechia        | a 2'06" |
| 10   | Anaïs Moulin        | Francia       | a 2'30" |